# Doctrina militar
La doctrina militar es la expresión de cómo las fuerzas militares contribuyen a las campañas militares, operaciones militares importantes, batallas y enfrentamientos.
Es una guía para la acción, en lugar de ser reglas duras y rápidas. La doctrina proporciona un marco de referencia común en todo el ejército. Ayuda a estandarizar las operaciones, facilitando la preparación al establecer formas comunes de realizar las tareas militares.
La doctrina vincula la teoría, la historia, la experimentación y la práctica. Su objetivo es fomentar la iniciativa y el pensamiento creativo. Doctrine proporciona a las fuerzas armadas un cuerpo autorizado de declaraciones sobre cómo las fuerzas militares realizan operaciones y proporciona un léxico común para uso de los planificadores y líderes militares.
La "doctrina conjunta" se refiere a las doctrinas compartidas y alineadas por fuerzas multinacionales u operaciones de servicio conjunto.

## Definición de doctrina
La definición de doctrina de la OTAN, utilizada sin modificaciones por muchas naciones miembros, es:

"Principios fundamentales por los cuales las fuerzas militares guían sus acciones en apoyo de los objetivos. Tiene autoridad pero requiere juicio en la aplicación".

El ejército canadiense declara:

“La doctrina militar es una expresión formal del conocimiento y el pensamiento militar, que el ejército acepta como relevante en un momento dado, que cubre la naturaleza del conflicto, la preparación del ejército para el conflicto y el método para participar en el conflicto para lograr el éxito. ... es descriptivo en lugar de prescriptivo, y requiere juicio en la aplicación. No establece un dogma ni proporciona una lista de verificación de procedimientos, sino que es una guía autorizada que describe cómo piensa el ejército sobre la lucha, no cómo luchar. Como tal, intenta ser lo suficientemente definitivo para guiar la actividad militar, pero lo suficientemente versátil para adaptarse a una amplia variedad de situaciones".

Un estudio del personal de la Universidad Aérea de la Fuerza Aérea de EE. UU. en 1948 definió la doctrina militar funcionalmente como "aquellos conceptos, principios, políticas, tácticas, técnicas, prácticas y procedimientos que son esenciales para la eficiencia en la organización, entrenamiento, equipamiento y empleo de sus unidades tácticas y de servicio".
Un ensayo del Ejército de EE. UU. definió de manera similar la doctrina militar como "que consiste en tácticas, técnicas y procedimientos (TTP)".
Gary Sheffield, del Departamento de Estudios de Defensa del King's College London / JSCSC citó la definición de doctrina de JFC Fuller de 1923 como la "idea central de un ejército".
El Diccionario Soviético de Términos Militares Básicos definió la doctrina militar como “el sistema de un estado oficialmente aceptado de puntos de vista científicamente fundados sobre la naturaleza de las guerras modernas y el uso de las fuerzas armadas en ellas... La doctrina militar tiene dos aspectos: social-político y militar-técnico”. El lado sociopolítico "abarca todas las cuestiones relativas a la metodología, las bases económicas y sociales, los objetivos políticos de la guerra. Es el lado definitorio y más estable". El otro lado, el técnico-militar, debe estar de acuerdo con los objetivos políticos. Comprende la "creación de la estructura militar, equipamiento técnico de las fuerzas armadas, su entrenamiento, definición de formas y medios de conducción de las operaciones y de la guerra en su conjunto".

## Relación entre doctrina y estrategia
La doctrina no es estrategia. La definición de estrategia de la OTAN es "presentar la manera en que se debe desarrollar y aplicar el poder militar para lograr los objetivos nacionales o los de un grupo de naciones". La definición oficial de estrategia del Departamento de Defensa de los Estados Unidos es: "Estrategia es una idea prudente o un conjunto de ideas para emplear los instrumentos del poder nacional de manera sincronizada e integrada para lograr objetivos nacionales o multinacionales".
La estrategia militar proporciona la razón de ser de las operaciones militares. El mariscal de campo vizconde Alan Brooke, jefe del Estado Mayor Imperial y copresidente del Comité de Jefes de Estado Mayor Combinado anglo-estadounidense durante la mayor parte de la Segunda Guerra Mundial, describió el arte de la estrategia militar como: "derivar del objetivo [de la política] una serie de objetivos militares a alcanzar: evaluar estos objetivos en cuanto a los requisitos militares que crean, y las condiciones previas que es probable que requiera el logro de cada uno de ellos; medir los recursos disponibles y potenciales contra los requisitos y trazar a partir de este proceso un patrón coherente de prioridades y un curso de acción racional”.
En cambio, la doctrina busca proporcionar un marco conceptual común para un servicio militar:
- lo que el servicio se percibe a sí mismo como ("¿Quiénes somos?")
- cuál es su misión ("¿Qué hacemos?")
- cómo se llevará a cabo la misión ("¿Cómo hacemos eso?")
- cómo se ha llevado a cabo la misión en la historia ("¿Cómo hicimos eso en el pasado?")
- otras preguntas.[13]

De la misma manera, la doctrina no es ni operaciones ni tácticas. Sirve como un marco conceptual que une los tres niveles de guerra.
La doctrina refleja los juicios de los oficiales militares profesionales y, en menor medida, pero de manera importante, de los líderes civiles, sobre lo que es y no es militarmente posible y necesario.
Los factores a considerar incluyen:
- tecnología militar
- geografía nacional
- las capacidades de los adversarios
- la capacidad de la propia organización[15]